# Långsamt kognitivt tempo
Långsamt kognitivt tempo är ett syndrom som vissa forskare tror utgör en ny neuropsykiatrisk funktionsnedsättning. Det kallas enligt engelsk MeSH sluggish cognitive tempo (SCT), men en arbetsgrupp föreslog 2022 att istället använda cognitive disengagement syndrome (CDS). Eftersom definitionerna för denna föreslagna funktionsnedsättning fortfarande är kontroversiella på grund av bristfällig data, är det osäkert vilka exakta symptom de drabbade har, men vissa medicinska experter hävdar att de drabbade personerna har en funktionsnedsättning som skiljer sig från ADHD.

## Diagnostisering
I nuläget är ADHD den enda erkända och definierade uppmärksamhetsstörningen enligt DSM-5 eller ICD-10, och beskrivs uppdelad i tre varianter: en mestadels ouppmärksam presentation, en mestadels hyperaktiv-impulsiv presentation och en kombinerad presentation. En formell diagnos sätts av en kvalificerad vårdgivare och inkluderar ett uppvisande av förekomsten av sex eller fler symtom av ouppmärksamhet, hyperaktivitet och impulsivitet eller båda, för de respektive tre presentationerna. Symtomen måste också vara såpass grava att de innebär en nedsättning av social, studiemässig eller yrkesmässig funktionalitet, samt uppfylla ytterligare ett flertal diagnostiska kriterier.
SCT föreslås vara en störning som påminner om ADHD-PI (attention deficit hyperactivity disorder predominantly inattentive), men den ska även uppvisa flera distinkta skillnader från ADHD-PI. Dessvärre innebär dessa likheter ett potentiellt problem då det antyder att det är troligt att flera individer som egentligen har SCT i nuläget är feldiagnosticerade med ADHD av huvudsakligen ouppmärksam form.
För att en person ska få diagnosen ADHD av huvudsakligen ouppmärksam form, även kallad ADD, ADHD-I (från engelskans inattentive) eller ADHD-PI krävs enligt DSM-5 att personen uppfyller följande kriterier:
| ADHD-symtom | ADHD-symtom |
| Ouppmärksamhet | Hyperaktivitet-Impulsivitet |
| --- | --- |
| - Är ofta ouppmärksam på detaljer eller gör slarvfel i skolarbetet, arbetslivet eller andra aktiviteter - Har ofta svårt att bibehålla uppmärksamheten inför uppgifter eller lekar - Verkar sällan lyssna på direkt tilltal - Följer sällan givna instruktioner och misslyckas med att genomföra skolarbete, hemsysslor eller arbetsuppgifter - Har ofta svårt att organisera sina uppgifter och aktiviteter - Undviker ofta, ogillar eller är ovillig att utföra uppgifter som kräver mental uthållighet - Tappar ofta bort saker som är nödvändiga för uppgifter eller aktiviteter - Är ofta lättdistraherad av yttre stimuli - Är ofta glömsk i det dagliga livet | - Har ofta svårt att vara stilla med händer eller fötter eller kan inte sitta still på stolen. - Lämnar ofta sin plats i situationer då man förväntas sitta kvar en längre stund - Springer ofta omkring, klänger eller klättrar i situationer där det inte kan anses lämpligt. - Klarar sällan av att leka eller förströ sig lugnt och stilla. - Är ofta "på språng", agerar "på högvarv" - Pratar ofta överdrivet mycket. - Kastar ofta ur sig svar på frågor innan frågeställaren är färdig - Har ofta svårt att vänta på sin tur - Avbryter eller inkräktar ofta på andra |

En del forskare tror att SCT och ADHD kan skilja sig åt med vilken typ av ouppmärksamhet som de ger upphov till: medan de med ADHD kan koppla på sin uppmärksamhet men har svårigheter att upprätthålla den över någon längre tid så förefaller de med SCT ha svårigheter med att koppla på sin uppmärksamhet på en specifik uppgift åt gången redan från början.
Nedanstående symtomlista är en föreslagen sammanställning av en forskare, dock bör det noteras att det ännu inte finns några universellt accepterade sammansättningar av symtom eftersom SCT ännu inte har blivit erkänt som en neuropsykiatrisk funktionsnedsättning i någon psykiatrisk diagnosmanual. Utöver detta är kraven för diagnos såsom antalet symtom, deras varaktighet och hur negativt dessa påverkar en drabbad under kontinuerlig utredning.
De forskare som propagerar för diagnosens acceptans och upptagning i diagnostiska manualer menar dock att SCT är lika sammankopplat som ADHD med funktionsnedsättning och reducerad livskvalitet.
| SCT-symtom (sammanfattning) | SCT-symtom (sammanfattning) |
| --- | --- |
| \| - Överdrivet dagdrömmande, daydreaming excessively - Blir lätt förvirrad - Stirrig eller 'som i en dimma' - Förefaller vara någon annanstans - Stirrar tomt ut i rymden - Långsamma eller tröga rörelser - Letargisk eller lättare uttröttad än andra - Svårigheter att hålla sig vaken eller alert i tråkiga situationer \| - Underaktiv eller mindre energisk än andra - Sömnig eller dåsig under dagtid - Tappar bort sig i sina egna tankar - Apatisk eller tillbakadragen, mindre delaktig i aktiviteter - Tappar tråden i längre tankekedjor - Glömmer bort vad han/hon skulle säga under pågående samtal - Svårigheter att sätta ord på tankar - Hanterar information mindre snabbt/korrekt \| | |
| - Överdrivet dagdrömmande, daydreaming excessively - Blir lätt förvirrad - Stirrig eller 'som i en dimma' - Förefaller vara någon annanstans - Stirrar tomt ut i rymden - Långsamma eller tröga rörelser - Letargisk eller lättare uttröttad än andra - Svårigheter att hålla sig vaken eller alert i tråkiga situationer | - Underaktiv eller mindre energisk än andra - Sömnig eller dåsig under dagtid - Tappar bort sig i sina egna tankar - Apatisk eller tillbakadragen, mindre delaktig i aktiviteter - Tappar tråden i längre tankekedjor - Glömmer bort vad han/hon skulle säga under pågående samtal - Svårigheter att sätta ord på tankar - Hanterar information mindre snabbt/korrekt |

### Dysexekutivt syndrom
Det exekutiva systemet i människans hjärna sköter organisationen av beteenden inriktade mot uppfyllandet av mål och planering för framtiden samt koordinerar handlingar och strategier för vardagliga målinriktade uppgifter.
Det är i princip detta system som tillåter människor att självreglera sitt beteende för att hålla igång handlingskraft och problemlösande som leder till målmedvetenhet för att uppnå framtida mål.
Dysexekutivt syndrom definieras som ett "kluster av nedsättningar som är kopplade till frontalloberna i hjärnan" vilket leder till "svårigheter med avancerade uppgifter såsom att planera, organisera, starta, övervaka och att anpassa sitt beteende".
Adele Diamond har postulerat att den stora kognitiva nedsättningen hos dem med ADHD-PI (ADD) arbetsminne, eller som hon uttryckte sig i sin uppsats om ämnet: "barndomsdebuterande dysexekutivt syndrom".
Dock har två senare studier av Dr. Russell Barkley kunnat påvisa att trots att barn och vuxna med SCT hade vissa problem med exekutiva funktioner (EF) i vardagsaktiviteter så var dessa till största delen mindre och mestadels centrerade kring problem med självorganisering och problemlösning. Analyser visade även att de flesta exekutiva nedsättningarna var ett resultat av överlappande ADHD-symptom, som kan vara komorbida med SCT, snarare än att de berodde på SCT ensamt.
Mer forskning om kopplingen mellan SCT och EF-nedsättningar är befogad, men i nuläget anser ändå en del experter att SCT inte förefaller vara lika starkt sammankopplat till EF-nedsättningar som ADHD är.

## Epidemiologi
Nya studier indikerar att symptomen hos de lider av SCT tycks vara uppbyggda i två dimensioner:
Dagdrömmande/förrvirrad och trög/letargisk 
och att den förstnämnda skiljer sig mer distinktivt från ADHD än den sistnämnda.  
Samma mönster med två symptomdimensioner återfanns även hos den första studien av SCT hos vuxna.  
Nyare studier som använde högskolestuderande ungdomar som urval har också kunnat bekräfta mönstret.
Dessa studier indikerar att SCT förmodligen inte är en subtyp av ADHD utan en helt separat funktionsstörning.
På många sätt så kan de som har en SCT-diagnos beskrivas ha närmast motsatta symptom än de som har klassisk ADHD: istället för att vara hyperaktiva, extroverta, påträngande och risktagande, så är de med SCT planlösa, introspektiva och dagdrömmande – en del beskriver det till och med som att de "befinner sig i en dimma". På grund av sina planlösa tendenser så kan man därmed möjligen utröna att de med SCT har problem med minnesåtkomst. Forskningen har också funnit att de till skillnad från patienter med ADHD inte alls förefaller ligga i farozonen för trotssyndrom, uppförandestörning eller social aggression och kan därför ha vilt skilda livsöden än de barn diagnostiserade med ADHD-PH och den ADHD-C som uppvisar mycket större prevalens för kommorbiditet med externaliserande personlighetsstörningar.
Snarare verkar det som att de med SCT visar större prevalens för motivationsproblem, utbränning och kan även ha en ovanligt hög prevalens för trötthet under dagtid. Patienter med SCT förefaller sakna energi för att utföra vardagliga sysslor och söker därför konsekvent efter aktiviteter som är mentalt stimulerande, snarare än viktiga. Detta kan bero på en potentiellt lägre vakenhetsgrad. Det finns tecken på att de med SCT-symptom uppvisar en kvalitativt annorlunda sorts uppmärksamhetsstörning än ADHD - där störningens rot ligger mer i ett genuint problem med in och ut -behandling av information – såsom bristande fokusering på viktiga detaljer, oregelbunden prestation vid minnesåtkomst och aktivt arbetsminne arbetsminne – vilket möjligen skulle kunna beskrivas som "överdriven disträhet". I jämförelse så karaktäriseras patienter med ADHD-PH och ADHD-C ofta av att de är överdrivet energiska, och förefaller inte heller ha några större svårigheter med att processa information.
Trots den skenbara inkompatibiliteten mellan SCT och hyperaktivitetssymptom, och i motsats till tidigare förslag om att SCT kan vara en specifik grupp bland dem som i nuläget är diagnostiserade med ADHD-PI, så fann en studie att SCT har en komorbiditet med ADHD-C nästan lika ofta som det hade en komorbiditet med ADHD-PI.
Enligt den norska studien "SCT correlated significantly with inattentiveness, regardless of the subtype of ADHD."
Till skillnad från de diagnosticerade med ADHD-PH och ADHD-C så har barn med SCT mycket mer sällan kommorbida utåtagerande störningar såsom trotssyndrom och uppförandestörning men mycket oftare förekommande problem med ångeststörningar och möjligen en högre förekomst av depression.
Det mest utmärkande och förekommande mönstret hos de drabbade var även social tillbakadragenhet vid interaktioner med andra, i stark kontrast till de sociala mönstren som de med ADHD ofta uppvisar, såsom problem med påträngande beteende, aggressivitet och bortstötning.
Trots det har SCT visat sig vara starkt korrelerat till ADHD av mestadels ouppmärksam och kombinerad karaktär. Dock så kan symptomen för SCT återfinnas hos personer som inte skulle få en nuvarande ADHD-diagnos och det kan även återfinnas i sällsynta fall hos personer med ADHD av mestadels hyperaktiv karaktär.

## Historia
Weinberg och Brumback beskrev även på 1990-talet sex fall som de föreslog led av en ny neuropsykiatrisk störning: PVD ("primary disorder of vigilance", vaksamhetsstörning översatt), vilken förefaller vara snarlik vad som nu kallas SCT. De vanligt förekommande symptomen var svårigheter att bibehålla vakenhet, patologisk oupphetssamhet, dagdrömmande, svårigheter i att fokusera sin uppmärksamhet och att de tappade bort sig i aktiviteter och konversationer, samt problem med långsamhet, förseningar och ofullbordade vid utförande av givna uppgifter. De beskrev även att de drabbade utmärktes av en specifik personlighetstyp och temperament. Den mest detaljerade av fallbeskrivningen i deras artikel kan liknas vid ett första utkast för att beskriva SCT. De två forskarna medgav även att det fanns ett visst sammanfall mellan PVD och ADHD men framförde att de två borde ses som två separata kognitiva nedsättningar.
Ett stort problem med Weinbergs och Brumbacks uppsats (som kastade signifikanta tvivel över alla deras fynd) var dock att de kontinuerligt förnekade att ADHD var ett existerande tillstånd (trots att det vid tillfället hade studerats grundligt i tusentals studier) men samtidigt förespråkade att deras egen term PVD var ett riktigt symptomkomplex.
Ett annat problem med deras föreslagna PVD-diagnos är att den inte bara baserades på enbart 6 fall (till skillnad från det mycket större antal beskrivna fallen av SCT i andra studier) men att termen i sig antyder att vetenskapen skulle ha listat ut vilka de underliggande kognitiva nedsättningarna som ger upphov till SCT-symptom faktiskt är – men detta är långt ifrån fallet.

## Orsak
Till skillnad från ADHD så är de bakomliggande orsakerna till SCT mestadels okända. En tvillingstudie visade dock att SCT verkar ha en nästan lika ärftlig eller genetisk komponent som ADHD. Med andra ord så skulle man kunna säga att de flesta av de stora kognitiva skillnaderna bland individer i populationen som har SCT-symptom kan bero mestadels av genetiska variationer. Ärftligheten av SCT-symptom i den nämnda studien var endast något lägre än dem för ADHD-symptom, men med en något högre andel av symptomvariationen tillskrevs unika skadliga miljöfaktorer.
Som exempel kan nämnas att inom ADHD, så anses den genetiska orsaken till symptomen ligga på mellan 75 och 80 procent (vissa studier har till och med visat på en genetisk effekt upp till 90 procent). För SCT tyder en del på att den genetiska effekten ligger mer på 50–60 procent. Kunskapen om avvikelser i neurala kretsar är mycket mindre inom SCT än inom ADHD, men symptomen indikerar att det snarare rör sig om abnormaliteter i de föreslagna bakre uppmärksamhetsnätverken i hjärnan, t.ex. i Parietalloben, än i frontalloben, såsom har uppvisats hos ADHD, där abnormaliteter i detta område har kopplats till problem med arbetsminne. Denna hypotes vann större mark efter att en fMRI-studie 2015 visade att patienter med SCT-symptom uppvisade stora skillnader i aktiviteten i övre parietalloben, i jämförelse med ADHD-patienter. Detta kan implicera att norepinefrin har en större roll i sjukdomen, då SP-kortex är en region av hjärnan vars aktivitet till stor del styrs av norepinefrin.
Till skillnad från ADHD, där det finns hundratals studier på de bakomliggande genetiska orsakerna och varvid man faktiskt har identifierat flertalet kandidatgener som kan bidra till funktionsnedsättningens utveckling, så finns det inga molekylära genetiska studier som riktat sig specifikt mot SCT. Även om ADHD förefaller sammanlänkat till problem med tillgängligheten av, eller känslighet för variation i dopamin- och norepinefrinnivåer, och/eller effektiviteten hos de större kemiska strukturerna  i de specifika receptorer och återupptagsreceptorer som rör dopamin och noreprinefrin, så är dessvärre de signalsubstanser som kan vara kopplade till SCT okända.
En studie hittade en länk mellan funktionsnivån hos sköldkörteln och SCT-symptom, men effekterna var väldigt små och anses därför inte vara någon betydande faktor bakom sjukdomen. SCT-symptom har också observerats hos dem som överlevt akut lymfatisk leukemi, som en långtidsrelaterad bieffekt från strålbehandling.
En annan studie fann även högre prevalens av SCT-symptom bland barn som drabbats av fetala alkoholspektrumstörningar.

## Behandling
För tillfället finns det väldigt lite forskning i hur SCT skulle kunna behandlas.
De första farmakologiska studierna använde endast medicinering avsedd för ADHD – metylfenidat (Ritalin/Concerta), och använde sig även av barn som diagnosticerats med ADD utan hyperaktivitet (DSM-III) och inte specifikt med SCT. Dessa studier fann att de flesta barn diagnostiserade med DSM-III ADD-H (nuvarande ADHD-C) svarade bra på medium till högre doser metylfenidat. Dock visade det sig att en stor procentandel av de barn som hade ADD utan hyperaktivitet (enligt DSM-III:s kriterier, därmed kan resultaten ha relevans för SCT) inte svarade särskilt starkt på behandling med metylfenidat. Den begränsade positiva effekt de erhöll var främst på mycket lägre doser än för dem med hyperaktivitet. En av dessa studier fann att förekomsten eller frånvaron av SCT-symptom inte hade någon betydelse i hur barn diagnostiserade med ADHD-PI svarade på metylfenidat.
Men en annan studie som gjorde en retrospektiv analys av diagnoser och medicinsk historik, fann däremot att barn med SCT svarade bra på behandling med metylfenidat.
Men dessa studier undersökte inte specifikt effekterna av metylfenidat på SCT-symptom.  Den enda studie till dags dato som utvärderar effekten av farmakologisk behandling av SCT hos barn använde sig av en helt annan medicin än metylfenidat, nämligen atomoxetin. Denna studie fann att atomoxetin förefaller ha en betydande positiv effekt på SCT:s symptom.
En enda studie har även undersökt metoder inom beteendeterapi både i hem och skola för att behandla barn med symptom mestadels tillhörande SCT och fann att de hade god effekt (i bjärt kontrast med studier gjorda på barn diagnosticerade med hyperaktiv ADHD, där beteendeterapeutiska metoder inte har bevisats ha någon större effekt, vilket skulle kunna tolkas som ett ytterligare bevis på att de två störningarna är separata och därför bör behandlas på olika sätt).
I en artikel i The New York Times från april 2014 rapporterades det att långsamt kognitivt tempo är en av de sjukdomar som läkemedelsföretaget Eli Lilly har planerat att genomföra läkemedelsprövningar på, för att patentera en farmakologisk behandling. Företaget hyser förhoppningar om att Strattera – ett av företagets läkemedel som används för att behandla ADHD – skulle kunna vara effektivt mot de föreslagna symptomen hos SCT istället.
I nuläget finns det dock inte någon accepterad, dokumenterat effektiv behandling av SCT.

## Kontroverser
Betydande skepticism har riktats från medicinska och vetenskapliga samfund om huruvida SCT, som i nuläget anses vara ett "symtomkluster" verkligen är en distinkt störning.
Dr. Allen Frances som är professor emeritus inom psykiatri vid Duke University har kommenterat att "Det vi ser en evolutionär modenyck: Precis som ADHD has varit den diagnosen som varit i ropet de senaste 15 åren så är det här början på en ny fluga. Det rör sig om ett folkhälsoexperiment riktat mot miljontals barn... Jag tvivlar inte en sekund på att det finns barn som uppnår kriterierna för det här, men inget kunde vara mer irrelevant. De här entusiasterna tänker bara på de patienter de kan ha förbisett. Men de felmärkta barnen som kallas sjuka fast det inte är något fel på dem då? De tänker inte på vad som händer ute i det verkliga livet."
Steve S. Lee som är forskare vid UCLA och medlem i den redaktionella kommittén i Journal of Abnormal Child Psychology har också uttryckt oro över SCT:s nära förhållande till ADHD, då han menar att överdiagnosticeringen av den senare "redan har svällt ut till att omfatta allt för många barn med vanliga ungdomliga beteenden, eller vilkas problem inte kommer från en neurologisk störning utan från sömnbrist, en inlärningssvårighet eller någon annan källa." Lee säger även att "Vetenskapsmannen inom mig säger att vi måste söka kunskap, men vi vet att folk kommer börja hävda att deras barn har Långsamt Kognitivt Tempo och sen kommer läkare börja diagnosticera det och medicinera mot det långt innan vi vet om det verkligen finns... ADHD har blivit en del av en samhälls- och folkhälsodebatt och vi borde fråga oss om inte SCT borde debatteras på samma sätt."
Det finns även en kontrovers gällande potentiellt jäv hos sjukdomens förespråkare, däribland det faktum att flera framträdande SCT-forskare sponsras av det globala läkemedelsföretaget Eli Lilly och särskilt att en av ledarna inom det växande forskningsfältet inom SCT, Dr. Russell Barkley har direkta finansiella kopplingar till företaget (Dr. Barkley mottog mellan 2009 och 2012 ca $118,000 för konsultationer och föreläsningar från Eli Lilly).
Men Barkley kommenterar att "det skrivs fler och fler remisser för SCT och det kommer bara bli fler i framtiden, på grund av att allmänheten fått större medvetenhet om SCT" och nämner även "Att SCT ännu inte är en officiell psykiatrisk diagnos kommer inte att ändra det här faktumet med tanke på att det finns mer och mer information om SCT på flera stora webbplatser såsom Youtube och Wikipedia bland annat."